# Синковицы
Си́нковицы  — деревня в Бегуницком сельском поселении Волосовского района Ленинградской области.

## История
Впервые упоминается в Писцовой книге Водской пятины 1500 года в Ильинском Заможском погосте в Бегуницах как сельцо Свинковичи.
Затем как пустошь Suinkowitza Ödhe в Заможском погосте в шведских «Писцовых книгах Ижорской земли» 1618—1623 годов.
На карте Ингерманландии А. И. Бергенгейма, составленной по шведским материалам 1676 года, обозначена деревня Swinkowa Hoff.
На шведской «Генеральной карте провинции Ингерманландии» 1704 года — деревня Swinkowahof.
Как деревня Свинкова она упомянута на «Географическом чертеже Ижорской земли» Адриана Шонбека 1705 года.
На карте Санкт-Петербургской губернии Я. Ф. Шмидта 1770 года обозначена как деревня Синковицкая.
Согласно 6-й ревизии 1811 года мыза Синковицы с деревнями принадлежала жене полковника А. В. Деденёвой.
Деревня Синьковицы (Александровка), состоящая из 22 крестьянских дворов, нанесена на карте Санкт-Петербургской губернии Ф. Ф. Шуберта 1834 года.

СИНКОВИЦЫ мыза и АЛЕКСАНДРОВСКАЯ слобода — принадлежат генерал-адъютанту Храповицкому, число жителей по ревизии: 67 м. п., 69 ж. п. (1838 год)

Согласно карте Ф. Ф. Шуберта 1844 года, деревня называлась Синьковицы (Александровка), также из 22 дворов.

АЛЕКСАНДРОВСКАЯ — деревня госпожи Вревской, по просёлочной дороге, число дворов — 19, число душ — 72 м. п. (1856 год)

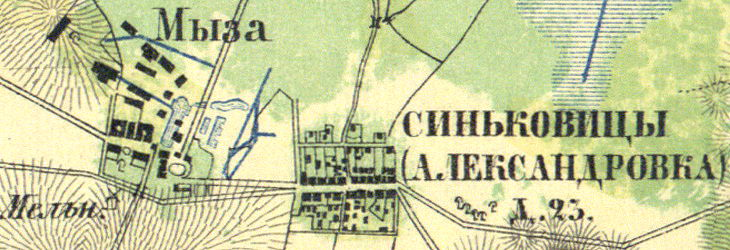
Деревня и мыза Синковицы на карте 1860 года

Согласно «Топографической карте частей Санкт-Петербургской и Выборгской губерний» 1860 года деревня Синьковицы (Александровка) состояла из 23 крестьянских дворов, к западу от деревни располагалась мыза и ветряная мельница.

СИНЬКОВИЦЫ — деревня владельческая при колодцах, по правую сторону Нарвского шоссе в 47 верстах от Петергофа, число дворов — 1, число жителей: 5 м. п., 9 ж. п. 

АЛЕКСАНДРОВСКАЯ — деревня владельческая при пруде, по правую сторону Нарвского шоссе в 47 верстах от Петергофа, число дворов — 26, число жителей: 76 м. п., 58 ж. п. (1862 год)

Согласно карте окрестностей Санкт-Петербурга в 1885 году деревня называлась Слобода Александровка и состояла из 28 дворов.
Согласно материалам по статистике народного хозяйства Петергофского уезда 1887 года мыза Синковицы площадью 1647 десятин принадлежала баронессе А. С. Вревской, она была приобретена до 1868 года.
В конце XIX века деревня административно относилась к Бегуницкой волости 1-го стана Петергофского уезда Санкт-Петербургской губернии, в начале XX века — 2-го стана.
По данным «Памятной книжки Санкт-Петербургской губернии» за 1905 год мыза Сенковицы площадью 1551 десятина принадлежала баронессе Анастасие Матвеевне Власовой.
В 1913 году деревня называлась Александрово (Синковицы), а количество дворов в ней увеличилось до 29.
С 1917 по 1923 год деревня Синковицы входила в состав Синковицкого сельсовета Бегуницкой волости Петергофского уезда.
С 1923 года в составе Гатчинского уезда.
Согласно данным переписи населения СССР 1926 года в деревне Синковицы Бегуницкого сельсовета Бегуницкой волости Троцкого уезда проживали 159 человек, все русские. В деревне был организован колхоз «Красная Звезда».
С 1927 года в составе Бегуницкого сельсовета Волосовского района.
В 1928 году население деревни Синковицы также составляло 159 человек.
По данным 1933 года деревня называлась Синковицы и входила в состав Местановского сельсовета Волосовского района.

План деревни Синковицы. 1938 год

Согласно топографической карте 1938 года деревня насчитывала 37 крестьянских дворов.
Деревня была освобождена от немецко-фашистских оккупантов 28 января 1944 года.
С 1963 года в составе Кингисеппского района.
С 1965 года вновь в составе Волосовского района. В 1965 году население деревни Синковицы составляло 126 человек.
По данным 1966, 1973 и 1990 годов деревня Синковицы входила в состав Бегуницкого сельсовета.
В 1997 году в деревне проживали 2 человека, в 2002 году — 9 человек (все русские), в 2007 году — 7.

## География
Деревня расположена в северной части района на автодороге 41К-349 (Бегуницы — Синковицы).
Расстояние до административного центра поселения — 2 км.
Расстояние до ближайшей железнодорожной станции Волосово — 23 км.

## Демография
| 1838 | 1862 | 1997 | 2002 | 2007 | 2010 | 2017 |
| ---- | ---- | ---- | ---- | ---- | ---- | ---- |
| 136  | ↗148 | ↘2   | ↗9   | ↘7   | ↘6   | ↗9   |

### Национальный состав
Согласно данным Всероссийской переписи населения 2021 года в деревне проживали 19 человек, из них:
 русские — 18, украинцы — 1 человек.

## Улицы
Сосновая.